# Giải Pulitzer cho tác phẩm hư cấu
Giải Pulitzer cho tác phẩm hư cấu (tiếng Anh: Pulitzer Prize for Fiction) là một giải thưởng văn học của Hoa Kỳ, dành cho những tác phẩm hư cấu xuất sắc do một nhà văn Mỹ sáng tác, ưu tiên cho tác phẩm đề cập tới đời sống ở Hoa Kỳ. Giải này kế thừa Giải Pulitzer cho tiểu thuyết (Pulitzer Prize for the Novel) đã được trao từ năm 1918 tới năm 1947.

## Những tác phẩm đoạt giải

### Thập niên 1910
- 1917: không trao giải
- 1918: His Family của Ernest Poole
- 1919: The Magnificent Ambersons của Booth Tarkington

### Thập niên 1920
- 1920: không trao giải
- 1921: The Age of Innocence của Edith Wharton
- 1922: Alice Adams của Booth Tarkington
- 1923: One of Ours của Willa Cather
- 1924: The Able McLaughlins của Margaret Wilson
- 1924: So Big của Edna Ferber
- 1926: Arrowsmith của Sinclair Lewis (khước từ, không nhận giải)
- 1927: Early Autumn của Louis Bromfield
- 1928: The Bridge of San Luis Rey của Thornton Wilder
- 1929: Scarlet Sister Mary của Julia Peterkin

### Thập niên 1930
- 1930: Laughing Boy của Oliver La Farge
- 1931: Years of Grace của Margaret Ayer Barnes
- 1932: The Good Earth của Pearl S. Buck
- 1933: The Store của Thomas Sigismund Stribling
- 1934: Lamb in His Bosom của Caroline Miller
- 1935: Now in November của Josephine Winslow Johnson
- 1936: Honey in the Horn của Harold L. Davis
- 1937: Gone with the Wind của Margaret Mitchell
- 1938: The Late George Apley của John Phillips Marquand
- 1939: The Yearling của Marjorie Kinnan Rawlings

### Thập niên 1940
- 1940: The Grapes of Wrath của John Steinbeck
- 1941: không trao giải[2].
  - For Whom The Bell Tolls của Ernest Hemingway
- 1942: In This Our Life của Ellen Glasgow
- 1943: Dragon's Teeth của Upton Sinclair
- 1944: Journey in the Dark của Martin Flavin
- 1945: A Bell for Adano của John Hersey
- 1946: không trao giải
- 1947: All the King's Men của Robert Penn Warren
- 1948: Tales of the South Pacific của James A. Michener
- 1949: Guard of Honor của James Gould Cozzens

### Thập niên 1950
- 1950: The Way West của A. B. Guthrie, Jr.
- 1951: The của Conrad Richter
- 1952: The Caine Mutiny của Herman Wouk
- 1953: The Old Man and the Sea của Ernest Hemingway
- 1954: không trao giải
- 1955: A Fable của William Faulkner
- 1956: Andersonville của MacKinlay Kantor
- 1957: không trao giải[3].
  - The Voice At The Back Door của Elizabeth Spencer
- 1958: A Death in the Family của James Agee (truy tặng)
- 1959: The Travels of Jaimie McPheeters của Robert Lewis Taylor

### Thập niên 1960
- 1960: Advise and Consent của Allen Drury
- 1961: To Kill a Mockingbird của Harper Lee
- 1962: The Edge of Sadness của Edwin O'Connor
- 1963: The Reivers của William Faulkner (truy tặng)
- 1964: không trao giải
- 1965: The Keepers of the House của Shirley Ann Grau
- 1966: The Collected Stories of Katherine Anne Porter của Katherine Anne Porter
- 1967: The Fixer của Bernard Malamud
- 1968: The Confessions of Nat Turner của William Styron
- 1969: House Made of Dawn của N. Scott Momaday

### Thập niên 1970
- 1970: The Collected Stories of Jean Stafford của Jean Stafford
- 1971: không trao giải[4].
- 1972: Angle of Repose của Wallace Stegner
- 1973: The Optimist's Daughter của Eudora Welty
- 1974: không trao giải[5].
  - Gravity's Rainbow của Thomas Pynchon
- 1975: The Killer Angels của Michael Shaara
- 1976: Humboldt's Gift của Saul Bellow
- 1977: không trao giải[6].
  - A River Runs Through It của Norman MacLean
  - Roots của Alex Haley (giải Pulitzer đặc biệt)
- 1978: Elbow Room của James Alan McPherson
- 1979: The Stories of John Cheever của John Cheever

### Thập niên 1980
Từ đây nêu cả những tác phẩm vào vòng chung kết, sau tác phẩm đoạt giải.
- 1980: The Executioner's Song của Norman Mailer
  - Birdy của William Wharton
  - The Ghost Writer của Philip Roth
- 1981: A Confederacy of Dunces của John Kennedy Toole (truy tặng)
  - Godric của Frederick Buechner
  - So Long, See You Tomorrow của William Maxwell
- 1982: Rabbit Is Rich của John Updike
  - A Flag for Sunrise của Robert Stone
  - Housekeeping của Marilynne Robinson
- 1983: The Color Purple của Alice Walker
  - Dinner at the Homesick Restaurant của Anne Tyler
  - Rabbis and Wives của Chaim Grade
- 1984: Ironweed của William Kennedy
  - Cathedral của Raymond Carver
  - The Feud của Thomas Berger
- 1985: Foreign Affairs của Alison Lurie
  - I Wish This War Were Over của Diana O'Hehir
  - Leaving the Land của Douglas Unger
- 1986: Lonesome Dove của Larry McMurtry
  - The Accidental Tourist của Anne Tyler
  - Continental Drift của Russell Banks
- 1987: A Summons to Memphis của Peter Taylor
  - Paradise của Donald Barthelme
  - Whites của Norman Rush
- 1988: Beloved của Toni Morrison
  - Persian Nights của Diane Johnson
  - That Night của Alice McDermott
- 1989: Breathing Lessons của Anne Tyler
  - Where I'm Calling From của Raymond Carver

### Thập niên 1990
- 1990: The Mambo Kings Play Songs of Love của Oscar Hijuelos
  - Billy Bathgate của E. L. Doctorow
- 1991: Rabbit at Rest của John Updike
  - Mean Spirit của Linda Hogan
  - The Things They Carried của Tim O'Brien
- 1992: A Thousand Acres của Jane Smiley
  - Jernigan của David Gates
  - Lila: An Inquiry into Morals của Robert M. Pirsig
  - Mao II của Don DeLillo
- 1993: A Good Scent from a Strange Mountain của Robert Olen Butler
  - At Weddings and Wakes của Alice McDermott
  - Black Water của Joyce Carol Oates
- 1994: The Shipping News của E. Annie Proulx
  - The Collected Stories của Reynolds Price
  - Operation Shylock: A Confession của Philip Roth
- 1995: The Stone Diaries của Carol Shields
  - The Collected Stories của Grace Paley
  - What I Lived For của Joyce Carol Oates
- 1996: Independence Day của Richard Ford
  - Mr. Ives' Christmas của Oscar Hijuelos
  - Sabbath's Theater của Philip Roth
- 1997: Martin Dressler: The Tale of an American Dreamer của Steven Millhauser
  - The Manikin của Joanna Scott
  - Unlocking the Air and Other Stories của Ursula K. Le Guin
- 1998: American Pastoral của Philip Roth
  - Bear and His Daughter: Stories của Robert Stone
  - Underworld của Don DeLillo
- 1999: The Hours của Michael Cunningham
  - Cloudsplitter của Russell Banks
  - The Poisonwood Bible của Barbara Kingsolver

### Thập niên 2000
- 2000: Interpreter of Maladies của Jhumpa Lahiri
  - Close Range: Wyoming Stories của Annie Proulx
  - Waiting của Ha Jin
- 2001: The Amazing Adventures of Kavalier & Clay của Michael Chabon
  - Blonde của Joyce Carol Oates
  - The Quick and the Dead của Joy Williams
- 2002: Empire Falls của Richard Russo
  - The Corrections của Jonathan Franzen
  - John Henry Days của Colson Whitehead
- 2003: Middlesex của Jeffrey Eugenides
  - Servants of the Map: Stories của Andrea Barrett
  - You Are Not a Stranger Here của Adam Haslett
- 2004: The Known World của Edward P. Jones
  - American Woman của Susan Choi
  - Evidence of Things Unseen của Marianne Wiggins
- 2005: Gilead của Marilynne Robinson
  - An Unfinished Season của Ward Just
  - War Trash của Ha Jin
- 2006: March của Geraldine Brooks
  - The Bright Forever của Lee Martin
  - The March của E. L. Doctorow
- 2007: The Road của Cormac McCarthy
  - After This của Alice McDermott
  - The Echo Maker của Richard Powers
- 2008: The Brief Wondrous Life of Oscar Waocủay Junot Díaz
  - Shakespeare's Kitchen của Lore Segal
  - Tree of Smoke của Denis Johnson
- 2009: Olive Kitteridge của Elizabeth Strout
  - All Souls của Christine Schutt
  - The Plague of Doves của Louise Erdrich

### Thập niên 2010
- 2010: Tinkers của Paul Harding
  - In Other Rooms, Other Wonders của Daniyal Mueenuddin
  - Love in Infant Monkeys của Lydia Millet
- 2011: A Visit From the Goon Squad của Jennifer Egan
  - The Privileges của Jonathan Dee
  - The Surrendered của Chang-Rae Lee
- 2012: không trao giải 
  - Train Dreams của Denis Johnson
  - Swamplandia! của Karen Russell
  - The Pale King của David Foster Wallace
- 2013: The Orphan Master's Son của Adam Johnson
  - What We Talk About When We Talk About Anne Frank của Nathan Englander
  - The Snow Child của Eowyn Ivey
- 2014: The Goldfinch của Donna Tartt
  - The Son của Philipp Meyer
  - The Woman Who Lost Her Soul của Bob Shacochis
- 2016: The Sympathizer của Viet Thanh Nguyen
- 2017: The Underground Railroad của Colson Whitehead